# Comuna Vasîlivka, Zaharivka
Vasîlivka (în ucraineană Василівка) este o comună în raionul Frunzivka, regiunea Odesa, Ucraina, formată din satele Cervona Stinka și Vasîlivka (reședința).

## Demografie
Componența lingvistică a comunei Vasîlivka
     Ucraineană (89,73%)
     Română (8,91%)
     Rusă (1,16%)
Conform recensământului din 2001, majoritatea populației comunei Vasîlivka era vorbitoare de ucraineană (89,73%), existând în minoritate și vorbitori de română (8,91%) și rusă (1,16%).